# 辕生
辕生（?—?），楚汉战争时的人物，刘邦的谋士。
前204年五月，汉王刘邦出荥阳，到达成皋，进入函谷关，收集兵马，准备再次东进。辕生劝刘邦：“汉军与楚军在荥阳相持几年，汉军常陷入困境。我希望大王能从武关出兵，项羽必会领兵南下。大王修筑深沟高垒，坚守不战，休整荥阳、成皋之间的汉军。同时派韩信率军去安抚黄河以北赵地的军民，联接燕、齐，大王再赴荥阳。如此，楚军需多处设防，兵力分散，汉军得到休整，再与楚军交战，必定打败他们！”刘邦采纳了辕生的计策，出兵到宛、叶之间，并与黥布收集兵马。